# Síndrome de médula anclada
El síndrome de médula anclada (SMA) se debe a la fijación anómala de la médula espinal en el canal raquídeo. Agrupa diferentes trastornos neurológicos relacionados con malformaciones de la médula espinal. Las diversas formas incluyen el filum terminal tenso, el lipomeningomielocele, las malformaciones de la médula dividida (diastematomielia), los tractos del seno dérmico y los dermoides. Todas estas formas implican que la médula espinal en la base del canal espinal está sometida a tracción, resultando literalmente en una médula anclada. La médula espinal normalmente cuelga suelta en el canal, teniendo libertad para moverse hacia arriba y hacia abajo con el crecimiento, y con la flexión y el estiramiento. Sin embargo, una médula anclada está tensa en algún punto del canal espinal o al final. En los niños, una médula anclada puede obligar a la médula espinal a sufrir estiramientos a medida que crecen. En los adultos, la médula espinal se estira en el transcurso de la actividad normal, lo que suele provocar un daño progresivo de la médula espinal si no se trata. El síndrome de médula anclada se asocia a menudo al cierre de una espina bífida. Puede ser congénito, como en el caso del filum terminal tenso, o el resultado de una lesión sufrida más adelante en la vida.

## Signos y síntomas
En los niños, los síntomas pueden incluir:
- Lesiones, parches cutáneos velludos, hoyuelos o tumores grasos, (lipomas) en la parte baja de la espalda
- Deformidades en los pies y en la columna vertebral
- Debilidad en miembros inferiores (pérdida de fuerza y tono muscular)
- Alteraciones en la marcha o marcha anormal, incluida la torpeza al correr o desgaste de las puntas o del lateral de un zapato.
- Dolor lumbar
- Escoliosis (curvatura anormal de la columna vertebral hacia la izquierda o la derecha)
- Irregularidades urinarias (incontinencia o retención)

El síndrome de la médula espinal anclada puede no diagnosticarse hasta la edad adulta, cuando surgen problemas sensitivos, motores, de control de los intestinos y de la vejiga. Este retraso en la presentación de los síntomas está relacionado con el grado de tensión que sufre la médula espinal a lo largo del tiempo.
El anclaje también puede desarrollarse tras una lesión de la médula espinal. El tejido cicatricial puede bloquear el flujo de fluidos alrededor de la médula espinal. La presión de los fluidos puede hacer que se formen quistes en la médula espinal, una condición llamada siringomielia. Esto puede provocar una pérdida adicional de movimiento o sensibilidad, o la aparición de dolor o síntomas del sistema nervioso autónomo.
En los adultos, la aparición de los síntomas suele incluir
- Dolor intenso (en la parte baja de la espalda y que se irradia a las piernas, la ingle y el perineo)
- Debilidad y entumecimiento muscular bilateral
- Pérdida de sensibilidad y movilidad en miembros inferiores
- Irregularidades urinarias (incontinencia o retención)
- Problemas de control intestinal

Los síntomas neurológicos pueden incluir un cuadro mixto de hallazgos en las neuronas motoras superiores e inferiores, como amiotrofia, hiperreflexia y respuesta plantar patológica, (Babinski), que se producen en la misma extremidad. Son frecuentes los cambios sensoriales profundos, como la pérdida de dolor, temperatura y sensaciones propioceptivas. Por último, los síntomas progresivos de una vejiga neuropática se observan en más del 70% de los pacientes adultos, frente a sólo el 20% o el 30% de los niños. Estos síntomas incluyen frecuencia y urgencia urinaria, sensación de vaciado incompleto, escaso control voluntario e incontinencia de urgencia y de esfuerzo. Las infecciones crónicas recurrentes son frecuentes y, en ocasiones, provocan nefrolitiasis (cálculos renales), insuficiencia renal o trasplante de riñón. Las pacientes también presentan una historia de parto ineficaz y prolapso rectal posparto, presumiblemente debido a un suelo pélvico atónico.

## Cáusa
La médula espinal anclada puede estar causada por varias afecciones, pero la causa principal es cuando las fijaciones de los tejidos limitan el movimiento de la médula espinal en la columna vertebral, lo que provoca un estiramiento anormal de la médula. El síndrome de la médula espinal anclada se correlaciona con las siguientes causas:
- Espina bífida
- Espina bífida oculta
- Mielomeningocele
- Meningocele
- Antecedentes de traumatismos en la columna vertebral
- Antecedentes de cirugía de la columna vertebral
- Tumor(es) en la columna vertebral
- Filum terminal engrosado y/o tenso
- Lipoma(s) en la columna vertebral
- Traumatismo del seno dérmico (deformidad congénita)
- Diastematomielia (médula espinal dividida)

La médula espinal anclada es un trastorno, (un síndrome clínico), y no un mecanismo, por lo que no se contagia a otras personas y no hay medidas que puedan hacerse para prevenirla de antemano. La única medida preventiva que tiene éxito es liberar quirúrgicamente la médula espinal, aun cuando pueden haber ya daños irreversibles.

### Espina bífida
La espina bífida puede ir acompañada de un anclaje de la médula espinal, pero esto es más raro  en la espina bífida oculta. En los casos de espina bífida con mielomeningocele tiende a producirse también anclaje. En la mayoría de las personas, la columna vertebral crece más rápido que la médula espinal durante el desarrollo, lo que hace que el extremo de la médula espinal parezca elevarse con respecto a la columna vertebral ósea que tiene al lado. En el momento del nacimiento, el final de la médula espinal se encuentra entre L1 y L2. En un bebé con espina bífida, la médula espinal sigue unida a la piel que la rodea, lo que impide que se eleve correctamente. Esto se debe a que la médula espinal de un niño con espina bífida está baja y atada en la parte inferior. En el momento del nacimiento, el mielomeningocele se separa de la piel, pero la médula espinal sigue pegada en el mismo lugar. Cuando el niño empieza a crecer, la médula espinal permanece en el mismo lugar y se estira, lo que la somete a tensión y permanece anclada en el extremo. Esta tensión interfiere con el suministro de sangre a los nervios y al cuerpo, y puede causar problemas ortopédicos, neurológicos y urológicos. En las formas más leves de espina bífida, como la oculta, sus efectos pueden estar relacionados con el grado de tensión de la médula, que puede empeorar con la actividad física, las lesiones, el embarazo, espolones óseos o la estenosis espinal. Puede suceder que la médula anclada puede no se diagnostique hasta la edad adulta, cuando es más grave,  y por lo tanto puede ir causando disfunciones neurológicas, ortopédicas y urológicas durante el crecimiento.

## Mecanismo
Para comprender la fisiopatología implicada en una médula espinal anclada, hay que comprender la relación reducción/oxidación in vivo del citocromo alfa y del alfa 3 para señalar el funcionamiento metabólico oxidativo en los seres humanos. Hay estudios que han encontrado una marcada susceptibilidad metabólica y electrofisiológica al estrés hipóxico en la porción lumbar y sacra de la médula espinal bajo tracción con varios pesos. Se encontraron efectos similares en el comportamiento redox de la médula espinal anclada durante los procedimientos quirúrgicos para repararla. Esto puede deberse al deterioro del metabolismo oxidativo mitocondrial bajo un estiramiento constante o intermitente. El acto de estiramiento prolongado puede provocar daños estructurales en el soma de las neuronas y eventualmente en los axones. El procedimiento de desanclaje puede mejorar el metabolismo oxidativo y ayudar a reparar las neuronas lesionadas.

## Diagnóstico
En el caso de los niños menores de ocho semanas (y posiblemente en el útero), puede observarse un cordón umbilical anclado mediante ecografía. La ecografía puede seguir siendo útil hasta los 5 años en limitadas circunstancias.
La resonancia magnética parece ser el gold standard para diagnosticar un cordón anclado.
Una médula anclada se diagnostica a menudo como un "cono bajo". El cono medular (o terminación inferior de la médula espinal) normalmente termina en el espacio discal L1-2 o por encima de él (donde L1 es la primera o más alta vértebra lumbar). Después de unos 3 meses de edad, un cono por debajo del espacio discal L1-2 puede indicar una médula anclada y cuando la terminación es por debajo de L3-4 está inequívocamente anclada. A menudo se supone que la cuerda está anclada cuando el cono está por debajo del nivel normal de L2-3.
Sin embargo, el SMA es un diagnóstico clínico que debe basarse en "signos y síntomas neurológicos y musculoesqueléticos. Las exploraciones de imagen se obtienen, en general, para apoyar, más que para hacer el diagnóstico.". La evaluación clínica puede incluir un simple examen rectal y también puede incluir un examen urológico invasivo o no invasivo" "La disfunción de la vejiga ocurre en ~40% de los pacientes afectados por el síndrome del cordón umbilical. ... Puede ser el signo más temprano del síndrome".

## Tratamiento
Dado que los déficits neurológicos suelen ser irreversibles, se recomienda la cirugía temprana cuando los síntomas empiezan a empeorar. En los niños, se recomienda la cirugía temprana para evitar un mayor deterioro neurológico, incluyendo, entre otros, la incontinencia urinaria crónica.
En los adultos, la cirugía para liberar la médula espinal puede reducir el tamaño y el desarrollo posterior de los quistes en la médula y restaurar algunas funciones o aliviar otros síntomas. Aunque el enfoque quirúrgico común para el SMA es el desánclaje, otra opción quirúrgica para los adultos es una osteotomía vertebral de acortamiento de la columna vertebral. Una osteotomía vertebral tiene como fin aliviar indirectamente el exceso de tensión en la médula espinal mediante la eliminación de una parte de la columna vertebral, acortándola. Este procedimiento ofrece una ventaja única, ya que la médula espinal permanece fijada a la columna vertebral, lo que evita posibles complicaciones como la retracción y la lesión de la médula espinal. Sin embargo, su complejidad y su limitado "historial" hacen que actualmente las osteotomías vertebrales se reserven como opción para los pacientes en los que ha fracasado en la prevención del reanclaje después de los procedimientos de desánclaje.
El resto del tratamiento es sintomático y de apoyo. Los medicamentos como los AINE, los opiáceos, los opiáceos sintéticos, los inhibidores de la COX-2 y las aplicaciones off-label de antidepresivos tricíclicos combinados con compuestos anticonvulsivos aún no han demostrado su valor en el tratamiento de las manifestaciones de dolor de esta afección. Existen pruebas anecdóticas de que los dispositivos de TENS pueden beneficiar a algunos pacientes.
El tratamiento puede ser necesario en adultos que, siendo previamente asintomáticos, empiezan a experimentar dolor, cambios degenerativos en la parte inferior de la columna, escoliosis, problemas en el cuello y la parte superior de la espalda y problemas de control de la vejiga. La cirugía en adultos con síntomas mínimos es algo controvertida. Por ejemplo, en un sitio web del Departamento de Neurocirugía de la Universidad de Columbia se dice que "para el niño que ha llegado a la edad adulta con síntomas mínimos o ausentes, algunos neurocirujanos abogarían por una observación cuidadosa solamente" Sin embargo, la cirugía para los que tienen síntomas que empeoran es menos controvertida. Si la única anomalía es un filum engrosado y acortado, una laminectomía lumbosacra limitada con división del filum puede ser suficiente para aliviar los síntomas.
Este síndrome se observó por primera vez a finales del siglo XIX. Aunque se dispone de información desde hace años, se ha realizado poca investigación generalizada de calidad. Se ha reclamado más investigación y los médicos han realizado muchos estudios con buenos resultados. La tasa de morbilidad es baja y no se han documentado más complicaciones que las típicas de cualquier tipo de cirugía de la espalda. Se ha observado la asociación de esta afección con otras, y es necesario seguir investigando para comprender dichas relaciones. El SMA está relacionado causalmente con la malformación de Chiari, y cualquier diagnóstico afirmativo de SMA debe ir seguido del estudio de posibles grados de Chiari. El SMA también puede estar relacionado con el síndrome de Ehlers-Danlos, o el síndrome de Klippel-Feil, que también debe ser examinado tras un diagnóstico firme de SMA.

## Pronóstico
El trastorno progresa con la edad, pero los tratamientos mencionados pueden ayudar a prevenir o a veces aliviar los síntomas. Con tratamiento, los individuos con síndrome de médula espinal anclada tienen una esperanza de vida normal. Sin embargo, la mayoría de las deficiencias neurológicas y motoras son irreversibles